# متلازمة غرينسبان
متلازمة غرينسبان هي متلازمةٌ يحدث فيها ثالوثٌ من فرط ضغط الدم الأساسي والسكري والحزاز المسطح الفموي. يُعتقد أنَّ الحزاز المسطح الفموي يحدث نتيجةً للأدوية المستخدمة في علاج فرط ضغط الدم الأساسي والسكري ولكنَّ هذا الاعتقاد غير مؤكد.[بحاجة لمصدر]